# HD 11964 c
HD 11964 c est une exoplanète orbitant autour de l'étoile HD 11964, située à 107 années-lumière de la Terre, dans la constellation de la Baleine. Elle fut découverte le 5 août 2005 par la méthode des vitesses radiales.

## Désignation
HD 11964 c a été sélectionnée par l'Union astronomique internationale (IAU) pour la procédure NameExoWorlds, consultation publique préalable au choix de la désignation définitive de 305 exoplanètes découvertes avant le 31 décembre 2008 et réparties entre 260 systèmes planétaires hébergeant d'une à cinq planètes. La procédure, qui a débuté en juillet 2014, s'achèvera en août 2015, par l'annonce des résultats, lors d'une cérémonie publique, dans le cadre de la XIXe Assemblée générale de l'IAU qui se tiendra à Honolulu (Hawaï).

### Sources
- Jean Schneider, « HD 11964 c », sur exoplanet.eu, Observatoire de Paris, 15 décembre 2010 (consulté le 20 novembre 2011)